# Después del sueño
Después del sueño és una pel·lícula espanyola del 1992, escrita i dirigida per Mario Camus, protagonitzada per Carmelo Gómez, Antonio Valero, Ana Belén, Vaclav Vodak, Fernando Rey, Judit Mascó, Eulàlia Ramón, Fiorella Faltoyano, Agustín González i Carlos Hipólito.
Malgrat comptar amb un repartiment destacat, la pel·lícula no va tenir gaire èxit comercial.

## Sinopsi
Amos (Carmelo Gómez, un humil mariner, espera ansiós l'arribada d'Antonio, el seu oncle exiliat a la Unió Soviètica després d'acabar la Guerra Civil espanyola. Però poc després de l'arribada del seu oncle, i abans de produir-se la trobada, el seu parent mor sobtadament i mai arriben a conèixer-se. Amos descobreix, a través d'unes velles cartes, que el seu oncle posseïa una fortuna, però desconeix les dimensions d'aquesta i on està guardada. Començarà a investigar i no aconseguirà esbrinar res, però aviat una cosa li donarà una pista que el guiarà fins al tresor, que resulta ser un quadre de Picasso.

## Repartiment
- Carmelo Gómez
- Antonio Valero
- Lluís Homar
- Eulàlia Ramón
- Judit Mascó
- José Jordá
- Carlos Hipólito
- Ana Belén
- Fernando Rey
- Václav Vodák
- Fiorella Faltoyano
- Roberto Martín
- Helio Pedregal
- Agustín González
- Cesáreo Estébanez